# László Papp

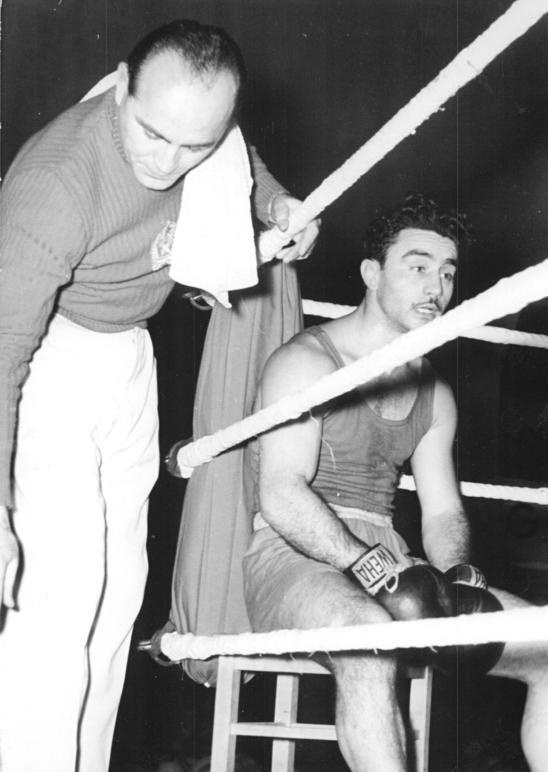
László Papp in 1955

László Papp (Boedapest, 25 maart 1926– aldaar, 16 oktober 2003) was een Hongaars bokser. Hij won goud op de Olympische Zomerspelen van 1948 in Londen, op de Olympische Zomerspelen van 1952 in Helsinki en op de Olympische Zomerspelen van 1956 in Melbourne. De laatste keer dat hij aan de Spelen meedeed, was in Melbourne, toen hij José Torres versloeg, waardoor hij de eerste bokser werd die in de geschiedenis van de Olympische Spelen drie keer achter elkaar goud won.
Papp bleef ongeslagen in de ring. Zijn vechtrecord was 28 winst, 2 gelijk, en geen verlies. 21 van zijn overwinningen behaalde hij door knockouts. Hij werd vereeuwigd in de Internationale hal voor beroemde boksers, in 2001.
László Papp overleed in Boedapest, in 2003.

## Erelijst
- 1948 - Olympisch goud
- 1949 - Europees kampioen
- 1951 - Europees kampioen
- 1952 - Olympisch goud
- 1956 - Olympisch goud

1904: Charles Mayer ·
1908: John Douglas ·
1920: Harry Mallin ·
1924: Harry Mallin ·
1928: Piero Toscani ·
1932: Carmen Barth ·
1936: Jean Despeaux ·
1948: László Papp ·
1952: Floyd Patterson ·
1956: Gennadi Sjatkov ·
1960: Eddie Crook ·
1964: Valeri Popentsjenko ·
1968: Chris Finnegan ·
1972: Vjatsjeslav Lemesjev ·
1976: Michael Spinks ·
1980: José Gómez ·
1984: Shin Joon-sup ·
1988: Henry Maske ·
1992: Ariel Hernández ·
1996: Ariel Hernández ·
2000: Jorge Gutiérrez ·
2004: Gaidarbek Gaidarbekov ·
2008: James DeGale ·
2012: Ryōta Murata ·
2016: Arlen López ·
2020: Hebert Conceição ·
2024: Oleksandr Chyzjnjak
1952: László Papp ·
1956: László Papp ·
1960: Wilbert McClure ·
1964: Boris Lagoetin ·
1968: Boris Lagoetin ·
1972: Dieter Kottysch ·
1976: Jerzy Rybicki ·
1980: Armando Martínez ·
1984: Frank Tate ·
1988: Park Si-hun ·
1992: Juan Carlos Lemus ·
1996: David Reid ·
2000: Jermachan Ibraimov
- Gemeinsame Normdatei: 137536674
- International Standard Name Identifier: 0000 0000 7883 1235
- Library of Congress Control Number: n2004151785
- Virtual International Authority File: 53550728
- WorldCat: E39PBJjMGkKdkyTdmBhMBXQDv3